# Tempellilja
Tempellilja (Lycoris ×squamigera) är en hybrid i familjen amaryllisväxter från Japan, mellan L. sprengeri och L. straminea. Den odlas ibland som krukväxt i Sverige.

## Beskrivning
Lycoris squamigera är en örtartad växt med rikliga och långa (upp till 30 cm långa och 2,5 cm breda) blad ("kläder") som dyker upp på våren. Bladen finns inte längre när blommorna kommer fram långt senare, utan sina "kläder", från barmarken, därav den engelske namnet "Naked Ladies" (Nakna damer). Bladen spirar från lökarna och växer på våren och dör sedan tillbaka under juni och lämnar inga tecken på liv. Blommorna springer dramatiskt från barmarken i mitten till sensommaren, och det tar vanligtvis bara fyra till fem dagar från första uppkomsten till full blomning. Denna plötslighet återspeglas i dess vanliga namn: överraskningslilja, magisk lilja och uppståndelselilja. Blommorna är vita eller rosa och väldoftande.

## Bildgalleri

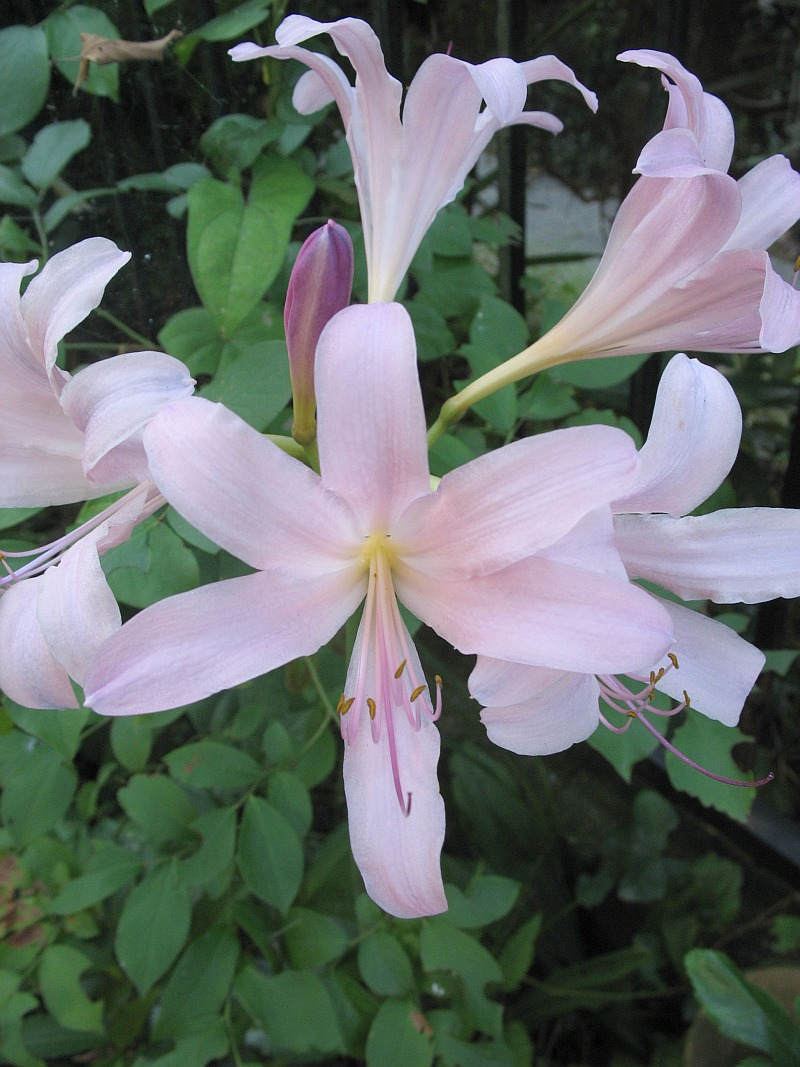
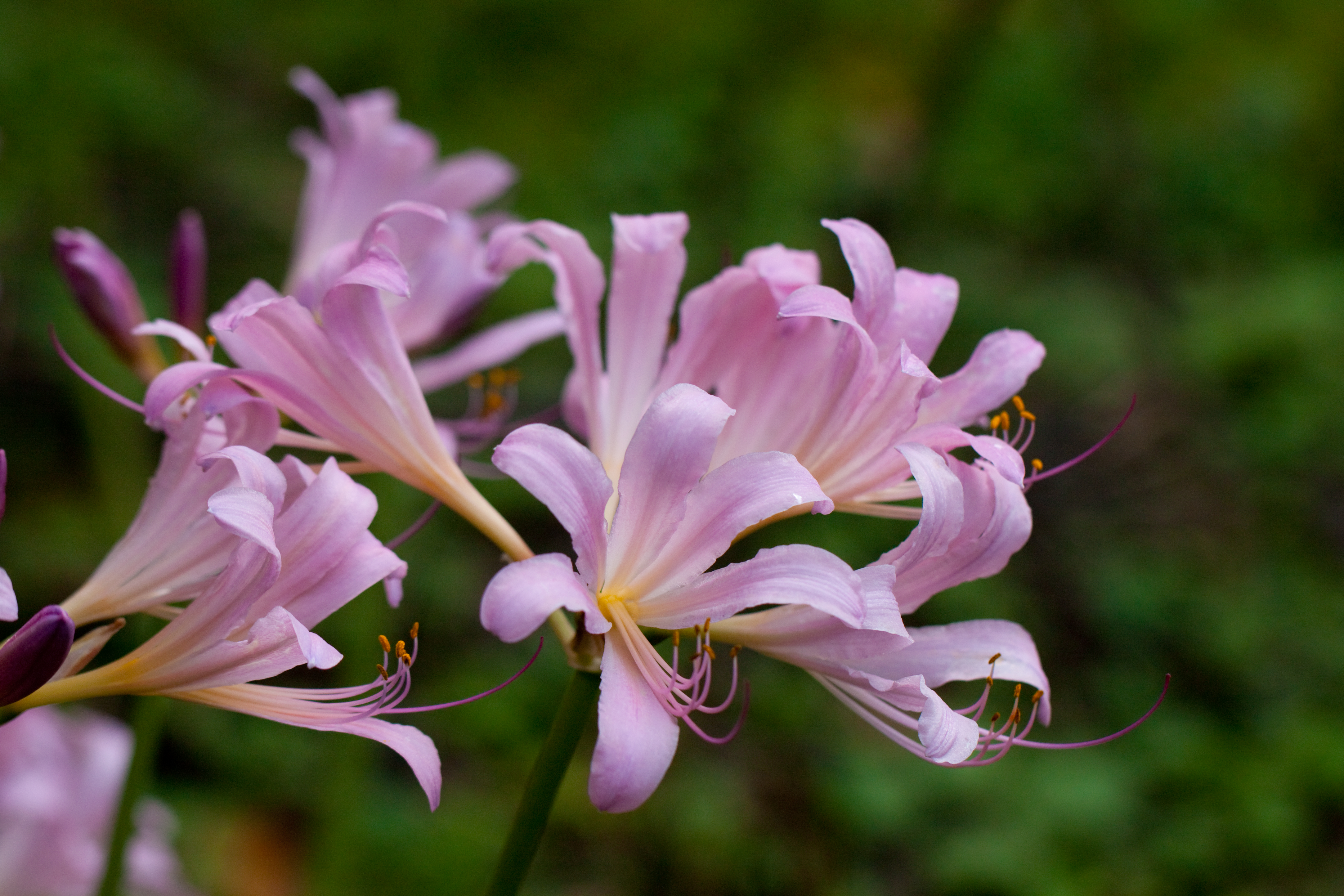
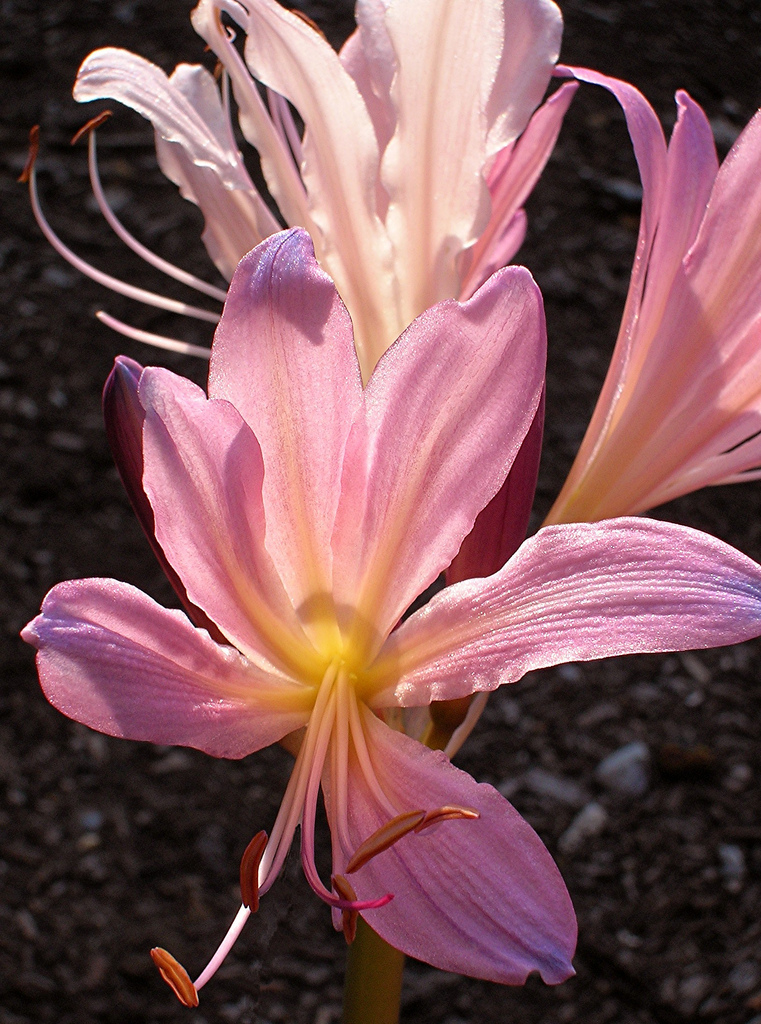

## Synonymer
- Amaryllis hallii Hovey ex Baker

### Webbkällor
- Amaryllidaceae.com